# Piper senporeiense
Piper senporeiense là một loài thực vật có hoa trong họ Hồ tiêu. Loài này được Yamam. miêu tả khoa học đầu tiên năm 1943.